# Феншунь
23°45′04″ пн. ш. 116°11′03″ сх. д. / 23.75101° пн. ш. 116.18427° сх. д.
Феншунь (кит. 丰顺县, пін. Fēngshùn Xiàn) — один із повітів КНР у складі префектури Мейчжоу, провінція Гуандун. Адміністративний центр — містечко Танкен.

## Географія
Феншунь лежить на висоті близько 16 метрів над рівнем моря у південній частині префектури.

### Клімат
Повіт знаходиться у зоні, котра характеризується вологим субтропічним кліматом. Найтепліший місяць — липень із середньою температурою 28,3 °C. Найхолодніший місяць — січень, із середньою температурою 13,8 °С.
| Клімат повіту Феншунь   | Клімат повіту Феншунь | Клімат повіту Феншунь | Клімат повіту Феншунь | Клімат повіту Феншунь | Клімат повіту Феншунь | Клімат повіту Феншунь | Клімат повіту Феншунь | Клімат повіту Феншунь | Клімат повіту Феншунь | Клімат повіту Феншунь | Клімат повіту Феншунь | Клімат повіту Феншунь | Клімат повіту Феншунь |
| Показник                | Січ.                  | Лют.                  | Бер.                  | Квіт.                 | Трав.                 | Черв.                 | Лип.                  | Серп.                 | Вер.                  | Жовт.                 | Лист.                 | Груд.                 | Рік                   |
| Середній максимум, °C   | 19,3                  | 19,6                  | 21,7                  | 25,5                  | 28,8                  | 30,9                  | 33,2                  | 33                    | 31,7                  | 29,3                  | 25,6                  | 21,2                  | 26,7                  |
| Середня температура, °C | 13,8                  | 14,8                  | 17,3                  | 21,2                  | 24,5                  | 26,8                  | 28,3                  | 28                    | 26,7                  | 23,9                  | 19,7                  | 15,3                  | 21,7                  |
| Середній мінімум, °C    | 10,1                  | 11,6                  | 14,1                  | 18,1                  | 21,4                  | 23,9                  | 24,7                  | 24,6                  | 23,4                  | 20,1                  | 15,6                  | 11,1                  | 18,2                  |
| Норма опадів, мм        | 33.1                  | 79.9                  | 125.5                 | 189.5                 | 223.2                 | 324.3                 | 296.4                 | 279.8                 | 209.8                 | 45                    | 31                    | 31.8                  | 1869.3                |
| Вологість повітря, %    | 72                    | 78                    | 80                    | 82                    | 82                    | 84                    | 81                    | 82                    | 79                    | 74                    | 71                    | 69                    | 77.8                  |
| ----------------------- | --------------------- | --------------------- | --------------------- | --------------------- | --------------------- | --------------------- | --------------------- | --------------------- | --------------------- | --------------------- | --------------------- | --------------------- | --------------------- |
| Джерело: data.cma.cn    |                       |                       |                       |                       |                       |                       |                       |                       |                       |                       |                       |                       |                       |